# 471143 Dziewanna
471143 Dziewanna (designação provisória: 2010 EK139) é um corpo menor que está localizado no disco disperso, uma região do Sistema Solar. Este corpo celeste está em uma ressonância orbital de 2:7 com o planeta Netuno. Ele possui uma magnitude absoluta de 3,8 e tem um diâmetro estimado com cerca de 470 km. O astrônomo Mike Brown lista este corpo celeste em sua página na internet como um candidato a possível planeta anão.

## Descoberta
471143 Dziewanna foi descoberto no dia 13 de março de 2010 por A. Udalski, S. S. Sheppard, M. Kubiak e C. A. Trujillo, um grupo de astrônomos do OGLE liderado por Andrzej Udalski, da Universidade de Varsóvia.

## Órbita
A órbita de 471143 Dziewanna tem uma excentricidade de 0,533 e possui um semieixo maior de 69,735 UA. O seu periélio leva o mesmo a uma distância de 32,569 UA em relação ao Sol e seu afélio a 107 UA.